# 제13회 부산국제어린이청소년영화제
제13회 부산국제어린이청소년영화제는 2018년 7월 11일에 열린 시상식이다.

## 수상 및 후보

### 마법의 필름 상
- 스몰 마인드 - 나탈리아 닉후 수상
- 사탕 공장의 비밀 - 싱후아 초등학교 영화제작부 수상
- 나이트메어 - 안나 생가와 하멜리야크 수상

### 파란하늘상
- 사냥꾼과 눈표범 - 프리머스 애니메이션 학교 수상
- 사춘기에게 - 맥스 쇼함 수상
- 주황불 - 황지완 수상

### 넓은바다상
- 복수는 나의 것 - 이준호 수상
- 이제는 말해요 - 마리오 마르티네즈 수상
- 안드로진 - 베일리 아렌스 수상

### 관객인기 상
- 사탕 공장의 비밀 - 싱후아 초등학교 영화제작부 수상
- 강아지를 찾습니다 - 하규빈 수상
- 우리의 여름 - 순천매안초등학교 영화제작부 수상

### 이야기놀이상
- 우리의 여름 - 매안초등학교 영화제작부 수상

### 아시아타이업상
- 마이 옥토포스 보이 - 최은교 수상

### 레디~액션! 12
- 피아노 귀신 - 김민우
- 하우 아이 필 - 제이니어스 프리솃
- 우리의 여름 - 매안초등학교 영화제작부
- 잃어버린 가족을 찾아서 - 키즈 앤 트릭스
- 스몰 마인드 - 나탈리아 닉후
- 사냥꾼과 눈표범 - 프리머스 애니메이션 학교
- 복수는 나의 것 - 이준호
- 네로 - 네로 팀
- 나현이의 꿈 - 신화빈 외 1명
- 꿈 - 힌싱램 외 1명

### 레디~액션! 15
- 특별한 존재 - 섀넌 맥가빈
- 텅빈 유혹 - 매디 화이트
- 이제는 말해요 - 마리오 마르티네즈
- 행복에 관하여 - 맥켄지 뤼드
- 혼자가 아니야 - 에콜레 몬딜리아 월드 스쿨 학생들
- 성장통 - 리아 피니 외 3명
- 사탕 공장의 비밀 - 싱후아 초등학교 영화제작부
- 사춘기에게 - 맥스 쇼함
- O+O - 마야 카롤리
- IQ - FKVKZ 자프레직

### 레디~액션! 18
- 우주비행사 - 케이트 칼린
- 이매진 - 박한빈
- 행복한 우리집 - 애런 애티웰
- 천성 - 김유한
- 워브 - 이현승
- 오늘은 소나기가 오겠습니다 - 박규은
- 아이러니 - 라데야 제가데바
- 안드로진 - 베일리 아렌스
- 주황불 - 황지완
- 어른 - 이지은
- 아이선생 - 박한빈
- 사회탐구영역 - 박희연
- 사랑이 맞을까? - 김가현
- 마이 옥토포스 보이 - 최은교
- 둥근 달이 떴습니다 - 최은교
- 데이 오브 71 - 섀비르 아흐메드 쇼해그
- 남 - 신수빈
- 나이트메어 - 안나 생가와 하멜리야크
- 강아지를 찾습니다 - 하규빈
- B틀어주세요 - 현수민

### 리본더비키
- 우리 우정(吽揨)변치말자 - 구건호 외 1명
- 지우개 전쟁 - 아키라
- 이별 - 이주용
- 이반져스 - 임수아
- 체인지 - 권경륜
- 0化[영화]: 여리고 어린 꽃 - 박준서
- 춘식의 성기 - 이유나
- 엄마는 계란폭탄 요리사 - 커 첸유
- 토끼와 거북이는 한 집에 산다 - 백소윤
- 시크릿 - 김도경 외 1명
- 호각소리 - 이현수
- 수상한 장난 - 정수연
- 소화 - 강나예
- Water Features - 웨스턴 오스트레일리아의 15-17세 중학생
- 새 엄마 - 현수민
- Walls - 영국 블랙번 성 윌프리드 C 아카데미 E
- 바이러스 - 오승혁
- 무의미한 오감 - 소피아 마르비쏭
- 너의 VR - 윤채연
- 왕관 - 허준
- 아들 - 이현서

### 야외극장-달빛별빛
- 스머프: 비밀의 숲 - 켈리 애스버리
- 겨울왕국의 무민 - 이라 카르페란 외 1명

### 특별전
- 커다랗고 커다랗고 커다란 배 - 필립 아이슈타인 립스키 외 1명
- 슈퍼오리: 태양을 지켜라 - 빅터 라키소프
- 수파 모도 - 리카리온 와이나이나

### 나를 찾아서
- 트위너 - 줄리아 셀린
- 슬픈 바다의 노래 - 카를로스 모랄레스
- 바람에 맞서 싸우다 - 데니스 잔지
- 깊은 곳에서 - 린드세이 브랜햄
- 영화와 사랑에 빠지다 - 아스크스르 누라쿤 울루
- 호나우도 - 레집 보즈고즈
- 챔피언 - 루벨 예싯 주니가 오르도녜스
- 왕따들의 비밀장소 - 다니엘 비들로우스키
- 슈퍼히어로즈 - 볼커 피터스
- 암스테르담의 챔피언 - 안데르 데 부르 외 2명
- 미스터 트위스터 - 아니엘 웹스터
- 오목소녀 - 백승화
- 버터플라이 키세스 - 라파엘 카펠린스키
- 클레오와 폴 - 스테판 드무스티어
- 에스테반 - 호날 코스쿠유엘라
- 영웅의 발걸음 - 헨리 링컨
- 핍시 - 로한 데쉬판데
- 그해 겨울, 소녀와 사슴 - 칼 제이콥
- 스케폴딩 - 마탄 야이르

### 너와 더불어
- 자수 드레스 - 도우스 알군
- 초콜릿 - 메디 헤이더리
- 디모인 - 올가 코사릭
- 시소 - 차유경
- 빅 피쉬 - 김정석 외 1명
- 카이키의 수영장 - 라페일 구스타보 다 실바
- 제비뽑기 게임 - 종신쉔
- 작은 늑대 울피 - 나탈리아 말리키나
- 상상의 날개 - 아르투 펠리프 피엘 외 1명
- 아웃 피싱 - 우지 게펜블레드
- 색칠놀이 - 올리비아 데리
- 운 나쁜 염소 - 사미르 올리버로스
- 나의 기린 - 바바라 브레데로
- 두 개의 세상 - 마치이 아다메크
- 더 브레드위너 - 노라 트메이
- 코베인 - 나누크 레오폴드
- 마야2 - 노엘 클리어리
- 땐뽀걸즈 - 이승문
- 홈 - 김종우

### 다름 안에서
- 야르무크의 피아니스트 - 비크람 알루왈리아
- 무모한 형제 - 아흐마드 살레
- 이상한 나라의 하싼 - 알리 카림 오베이드
- 블레스 유! - 폴리나 지올콥스카
- 라틴 아메리칸 드림 - 페드로 페이라
- 풍선 - 메멧 오즈 일드름
- 추상화 이야기 - 타티아나 스콜룹키나
- 프린세스보이 - 소시 샤문
- 어린이 시장님 - 수잔 코넨
- 불꽃 - 아하로니트 앨리어
- 미세스 맥커쳔 - 존 쉬디
- 넥스트 - 루이자 깜포스
- 펭귄 - 줄리아 오커
- 달세계 여행 - 호아킨 캄브레
- 경극소년 리턴즈 - 레이몬드 탄
- 너에게 약속해줄게 - 알렉산더 카르피로브스키
- 반딧불이 딘딘 - 등위봉
- 월레이 - 버니 골드블라트
- 산 너머 보리밭 - 티안 체링
- 하프 티켓 - 사미트 카카드
- 리틀갓 - 제오 베이비
- 자전거 여행 - 마우로 다디오

### 경계를 넘어
- 플립 아웃 - 배지현
- 쿠와악 - 라몬 아랑고 외 1명
- 친구를 찾아서 - 안 카스틀라두 외 3명
- 초록새 - 피에르 베르벨리 외 4명
- 더 라운드 - 제일란 베이올루
- 어메이징 토이 - 마리 로빈
- 뉴보이 - 마리아 소포바
- 집 - 베로니카 자카로바
- 팬케이크 가게 - 리타 카스트로
- 이웃나무 - 핀 그로스-블리 외 2명
- 산 꼭대기 위의 잠수함 - 리암 해리스
- 여행자들 - 고티에 아메크 외 5명
- 비트윈 더 라인 - 마리아 코네바
- 배치기 다이빙 - 제레미 콜린스 외 1명
- 낙서로 떠나는 모험 - 바스티엥 구동
- 사람에 관한 모든 것 - 조지 아바쉬쉬빌리
- 호숫가 이야기 - 졸트 팔피
- 아기곰 보보 구출 대작전 - 라스무스 A. 실버르센
- 보이는 것과 보이지 않는 것 - 카밀라 안디니
- 미어캣 달 우주선 - 하네케 슈테
- 여름 마을과 겨울 마을 - 안드레이 킴
- 선장섬에 간 쌍둥이 - 오스카 산토스 고메즈

### 독일 포커스
- 팀 탈러, 웃음을 팔아버린 소년 - 안드레아스 드레센
- 마녀가 되고 싶어 - 마이크 쉐러
- 쉬버스톤 성의 아이들 - 랄프 흐트너
- 페퍼콘 탐정단과 블랙킹의 저주 - 크리스티안 티드
- 로테와 루이즈 - 란슬롯 본 나소
- 릴리의 크리스마스 - 볼프강 그루스
- 웬디와 딕시 - 다그마 조이메

### 아시아 파노라마
- 하나 - 완 디니
- 토피 사탕 - 타히라 카샵
- 내 친구의 신발 - 아지트팔 싱
- 고양이 소년 - 존 프리키
- 평화의 카펫 - 지바 아르잔
- 타이가에서 온 선생님 - 바트빌렉 졸리가르
- 티벳의 노래 - 장 웨이
- 내 아들에 대하여 - 루키쉬 쿠마르

### 클릭클릭! 소마트로프 워크샵
- 카타스트로피 - 자밀레 반 비즌가르덴
- 올해의 수확 - 야나 카민스키
- 큐브 - 바스티안 스차벤딜
- 카미난데스:라마드라마 - 파블로 바스케즈
- 사바쿠 - 마를리스 반 더 웰
- 눈 깜짝할 사이 - 아터 밴 멀베이크
- 툼블리스 - 패트릭 라츠
- 패닉! - 유스트 리우마 외 1명
- 너의 사랑을 보여줘 - Pupil Studio